# Pyšný štít
Pyšný štít (polsky Durny Szczyt), dříve nazývaný též Lastovičia veža, je s výškou 2621 m n. m. čtvrtou nejvyšší horou Vysokých Tater a Slovenska. Nachází se na hřebeni mezi Baraním sedlem a Lomnickým štítem. V jeho sousedství leží Malý Pyšný štít, mezi oběma štíty je drobná skalní věžka vysoká asi deset metrů, zvaná Loktibrada, podle níž je Pyšný štít snadno rozpoznatelný.

## Výstupy
První výstup na Pyšný štít vykonali Martin Spitzkopf, mlynář z Nové Lesné a Edmund Téry, lékař z Banské Štiavnice a známý propagátor tatranské turistiky. Prvovýstup uskutečnili 8. srpna 1877 z Doliny Pěti Spišských ples roklí Lastovičí štrbiny, ze které v horní části uhnuli do západní stěny štítu a po ní vylezli na severozápadní hřeben pod vrcholem. Tento směr výstupu se dnes téměř nepoužívá. Obtížnost II UIAA.
Druhý výstup vylezli Jan Gwalbert Pawlikowski s vůdci Józefom a Maciejom Sieczkovými 8. srpna 1881. Vystoupili přímo do Lastovičí štrbiny a z ní po hřebeni na vrchol. Tato cesta je dodnes populární především v zimě. Obtížnost II UIAA.
Výstup z Bachledovy štrbiny podél jihovýchodního hřebenu zdolali J. Fischer, M. Siedlecki, K. Bachleda a J. Gaslenica Glaczan 24. srpna 1893. Krátký ale komplikovaný směr se obvykle spojuje s první částí Jordánky na Lomnický štít od Téryho chaty. Jedná se o oblíbený letní výstup. Obtížnost II-III UIAA.
Jihozápadní hřeben zdolali Wladyslaw Dobrucki, A. Herold, Š. Lux, Stanislaw Motyka a Štefan Zamkovský 14. září 1937. Jedná se o nejznámější výstup v pevné skále střední obtížnosti. Obtížnost IV UIAA.